# سواها البخت (مسلسل)
سواها البخت، مسلسل كوميدي كويتي، خاضت بطولته الفنانة هيا الشعيبي وهي التي قامت بإنتاجه ايضًا خلال شركتها «الفهد للإنتاج الفني»، عن نص للكاتب محمد الكندري وخلال عدسة المخرج حسين أبل. تم تصوير المسلسل بعام 2018 وتأخر عرضه إلى حين شهر رمضان لعام 2020.

## قصة المسلسل
تدور الأحداث حول أم سليمان (هيا الشعيبي) وهي متزوجة ولديها ولد وبنت وكانت لديها ابنة توفيت وهي صغيرة ما أصابها بصدمة خلال فترة سابقة. وبعد إحالتها إلى التقاعد تقوم باستثمار وقت فراغها بمشاريع متنوعة، لكنها تفشل بجميعها، ما يصيبها بإحباط خصوصًا بعد أكتشافها مؤامرة ضدها دبرها شقيقها الوحيد «إبراهيم» (محمد الصيرفي)، وتطليق شقيقها وابنها من بنات جارتها.

## المشاركين بالعمل
| الممثل        | الشخصية    |
| ------------- | ---------- |
| هيا الشعيبي   | أم سليمان  |
| أحمد العونان  | أبو سليمان |
| فخرية خميس    | أم أسعد    |
| محمد الصيرفي  | إبراهيم    |
| شهاب حاجيه    | أبو أسعد   |
| فهد البناي    | سليمان     |
| بدور عبد الله | رقية       |
| شيلاء سبت     | سبيكة      |
| هدى حمدان     | نورة       |